# 环法自行车赛最佳爬坡手
环法自行车赛设有最佳爬坡手奖项，根据车手在各爬坡点累计的积分决定。获奖车手将在下一赛段身着红色圆点衫（Maillot à pois）。当同一车手拥有多件荣誉衫时，其穿着优先级依次低于总成绩第一的黄衫、最佳冲刺手的绿衫，但高于最佳年轻车手的白衫。

## 概述
1905年至1932年间，创办环法的《L'Auto》报社每届都会选出一位最佳爬坡手（法語：meilleur grimpeur）。1933年起，该奖项获得赛事主办方的正式认可。
后来赞助商蒲兰巧克力要求采用醒目的骑行服以增加曝光度，于是主办方于1975年起推出标志性的红色圆点衫，设计思路来自法国车手亨利·勒莫万所穿的同款骑行衫。红色圆点衫推出后迅速受到欢迎，以至于蒲兰巧克力反之为其修改了自家橙底蓝圈的广告设计。

## 积分系统
环法赛事根据按照爬坡难度由简到难，划分出4级、3级、2级、1级和HC级五类爬坡，率先通过爬坡点的数名车手将获得爬坡积分。
| 名次 | 4级坡 | 3级坡 | 2级坡 | 1级坡 | HC级坡 |
| ---- | ----- | ----- | ----- | ----- | ------ |
| 1    | 1     | 2     | 5     | 10    | 20     |
| 2    |       | 1     | 3     | 8     | 15     |
| 3    |       |       | 2     | 6     | 12     |
| 4    |       |       | 1     | 4     | 10     |
| 5    |       |       |       | 2     | 8      |
| 6    |       |       |       | 1     | 6      |
| 7    |       |       |       |       | 4      |
| 8    |       |       |       |       | 2      |

除了表格中分配的积分外，在一些特定爬坡点还有双倍积分机制，各届赛事设立双倍积分爬坡点的规则不尽相同。通常选在赛段终点前的高难度爬坡，以鼓励爬坡手拼尽全程，而不是刷到爬坡点积分后就放松骑行。

## 赞助
1993年起由Champion超市赞助。2009年，在Champion超市被家樂福收购后，转由家樂福赞助。2019年起，改由勒克莱尔超市赞助。